# Боярський Олександр Сергійович
Олександр Сергійович Боярський (нар. 10 липня 1938 — пом. 8 вересня 1980) — радянський театральний актор.

## Життєпис
Олександр Боярський народився 10 липня 1938 року в Ленінграді, в акторській родині Сергія та Ельги Боярських. Після розлучення батьків залишився з матір'ю. Старший єдинокровний брат російського актора Михайла Боярського.
З 1947 року жив разом з матір'ю в Латвії. Закінчив Єлгавську середню школу в 1956 році і Ленінградський театральний інститут імені Олександра Островського (1961).
За спогадами Михайла Боярського, у Олександра від народження був неправильний прикус, і його не взяли з першої спроби до театрального інституту, сказавши, що спочатку потрібно позбавитися від цвяга (коли букви «ц» і «з» вимовляються свистяче). Олександр влаштувався вантажником до Пушкінського театру, а ночами тренувався, читав вголос, намагаючись ліквідувати дефект вимови.
Після закінчення інституту працював у Театрі імені Ленсовєта у Ігоря Владимирова. Потім перейшов до Російського державного академічного театру драми імені О. С. Пушкіна (Олександринський театр).
З 1964 року актор трупи Ризького театру російської драми. Знімався в невеликих і епізодичних ролях у фільмах Ризькіої кіностудії, «Ленфільму» та деяких інших студій.
Загинув 8 вересня 1980 року на курорті Золоті піски в Болгарії під час гастролей театру — плавав під час шторму і потонув, перенісши серцевий напад. Похований у Ризі на Лісовому кладовищі.

## Родина
- Прадід Іван Іванович Сегенюк, псаломщик.
- Прабабуся — Фелікса Венедиктівна Сегенюк (Боярська), походила з польських православних дворян, ймовірно з харківської гілки роду Боярських[5].
  - Двоюрідний дід — Іван Сегенюк, учасник Першої світової війни, потім служив у Червоній армії, у 1921 році був командиром 8-ї батареї повітряної бригади.
  - Дід — Олександр Боярський (Сегенюк) (17.05.1885 — 09.09.1937), митрополит обновленців.
  - Бабуся — Катерина Миколаївна Боярська (Бояновська) (1887—1956), донька директора[6] державного банку Миколи Гнатовича Бояновського. У 1946—1956 роках викладала англійську та французьку мови у Ленінградській духовній академії.
    - Дядько — Олексій Боярський — актор театру і кіно.
    - Дядько — Павло Боярський — інженер, учасник німецько-рпдянської війни.
      - Батько — Сергій Боярський (31.12.1916 — 01.03.1976) — актор театру і кіно.
      - Мати — Елга Аугустівна Крустиньсоне (1917—1975) — акторка театру і кіно. Похована в Ризі на Лісовому кладовищі.
      - Дружина — Ольга Разумовська — акторка театру і кіно.
        - Донька — Ельга Боярська (нар. 1977).

      - Мачуха — Катерина Михайлівна Мелентьєва (1920—1992) — акторка театру і кіно.
      - Єдинокровний брат — Михайло Боярський (нар. 26.12.1949) — актор театру і кіно, Народний артист Російської РФСР. Дружина (з 1977 року) — Лариса Регінальдівна Луппіан (нар. 26.01.1953) — акторка театру і кіно, Народна артистка Росії.
        - Племінник — Сергій Боярський (нар. 24.01.1980) — актор театру і кіно, депутат державної думи від партії «Єдина Росія», музикант, бізнесмен. Дружина (з 1998 року) — Катерина Сергіївна Боярська (нар. 28.11.1978).
          - Внучата племінниця — Катерина Боярська (нар. 28.11.1998).
          - Внучата племінниця — Олександра Боярська (нар. 27.05. 2008).

        - Племінниця — Єлизавета Боярська (нар. 20.12.1985) — акторка театру і кіно, Заслужена артистка Російської Федерації. Чоловік (з 2010 року) — Максим Матвєєв (нар. 28.07.1982) — актор театру і кіно.
          - Внучатий племінник — Андрій Матвєєв (нар. 7.04.2012).

    - Дядько — Микола Боярський (10.12.1922 — 07.10.1988) — актор театру і кіно, Народний артист Російської РФСР, учасник німецько-радянської війни. Його дружина (з 1945 року) — Лідія Штикан (26.06.1922-11.06.1982) — акторка театру і кіно, Народна артистка РРФСР.
      - Двоюрідний брат — Олег Штикан (нар. 18.11.1945).
      - Двоюрідна сестра — Катерина Боярська — театрознавиця, літераторка, авторка книги «Театральна династія Боярських».

## Ролі в театрі

### Ризький театр російської драми
- 1964 — «Єгор Буличов та інші» Максима Горького — Яків Лаптєв
- 1965 — «Вестсайдська історія» Артура Лорентса і Леонарда Бернстайна — Чіно
- 1967 — «Розірваний рубль» Сергія Антонова і Оскара Ремеза — Пастухів
- 1967 — «Нічна повість» К. Хоїнського — Хлопець
- 1968 — «Дев'ятий праведник» Єжи Юрандота — Йоаш
- 1969 — «Людина з Ламанчі» Д. Вассермана і Д. Деріона — Анселмо
- 1970 — «На дні» Максима Горького — Актор
- 1971 — «Телевізійні перешкоди» Кароя Сакої — Емберфі
- 1972 — «Жанна д'Арк» Андрія Упіта — Дофін
- 1973 — «Алкор і Мона» С. Ману за п'єсою Михаїла Себастьяна «Безіменна зірка» — Учитель
- 1974 — «Бесіди з Сократом» Едварда Радзинського — Мелет
- 1976 — «Циліндр» Едуардо де Філіппо — Антоніо
- 1976 — «Качине полювання» Олександра Вампілова — офіціант
- 1977 — «Король Лір» Вільяма Шекспіра — герцог Корнуельський
- 1978 — «Сунична поляна» Інгмара Бергмана — Евалд
- 1978 — «Вбивця» за романом Федора Достоєвського «Злочин і покарання» — Розкольников
- 1979 — «Вишневий сад» Антона Чехова — Гаєв
- 1979 — «Історія коня» за повістю ЛеваТолстого «Холстомер» — князь Серпуховський
- 1980 — «Дні кравців в Силмачах» Рудольфа Блауманіса — Абрам

## Фільмографія
- 1967 — Армія «Плиски» знову в бою — ад'ютант Свиридова
- 1970 — Стріляй замість мене — офіцер
- 1972 — Последний форт
- 1972 — Петерс — Александрович
- 1973 — Олег і Айна — Жарковский
- 1978 — Плата за істину — Еміль Ру
- 1981 — На межі століть — Крашевський